# Sofie Pruská
Sofie Pruská (Sofie Dorotea Ulrika Alice, řecky: Σοφία;; 14. června 1870, Postupim – 13. ledna 1932, Frankfurt nad Mohanem) byla v letech 1913 až 1917 a v letech 1920 až 1922 jako manželka krále Konstantina I. řeckou královnou.
Jako členka rodu Hohenzollernů a dítě Fridricha III., německého císaře, získala Sofie pod dohledem své matky Viktorie, královské princezny, liberální a anglofilské vzdělání. V roce 1889, necelý rok po smrti svého otce, se provdala za svého bratrance z třetího kolene Konstantina, dědice řeckého trůnu. Po náročném adaptačním období v nové zemi Sofie porodila šest dětí a zapojila se do pomoci chudým ve stopách své tchyně, královny Olgy. Právě během válek, kterým Řecko čelilo na konci 19. a na začátku 20. století, však Sofie projevila největší sociální aktivitu: zakládala polní nemocnice, dohlížela na výcvik řeckých zdravotních sester a ošetřovala raněné vojáky.
Sofii se však za její činy stěží dostalo uznání, dokonce i poté, co ji její babička královna Viktorie po třicetidenní válce vyznamenala Královským červeným křížem; Řekové kritizovali její spojení s Německem. Její nejstarší bratr, německý císař Vilém II., byl skutečně spojencem Osmanské říše a otevřeně se postavil proti Megali Idee. Během první světové války vzbudily pokrevní svazky mezi Sofií a císařem podezření Trojdohody, která Konstantina I. kritizovala za jeho neutralitu v konfliktu.
Po uvalení blokády na Řecko a podpoře povstalecké vlády Eleftheriose Venizelose, která způsobila národní schizma, Francie a její spojenci sesadili Konstantina v červnu 1917 z trůnu. Sofie a její rodina poté odešla do exilu ve Švýcarsku. Na trůnu nahradil svého otce Sofiin druhý syn Alexandr. Ve stejné době vstoupilo Řecko do války po boku Trojdohody, což mu umožnilo značně růst. Po vypuknutí řecko-turecké války v roce 1919 a předčasné smrti Alexandra následujícího roku se venizelisté vzdali moci a umožnili královské rodině návrat do Athén. Porážka řecké armády proti tureckým jednotkám Mustafy Kemala však donutila v roce 1922 Konstantina k abdikaci a jeho nejstarší syn se stal králem Jiřím II. Sofie a její rodina byli poté nuceni odejít do nového exilu a usadili se v Itálii, kde Konstantin o rok později, v roce 1923, zemřel. Po vyhlášení republiky v Aténách následujícího roku strávila Sofie poslední roky po boku své rodiny, než v roce 1932 zemřela v Německu na rakovinu ve věku 61 let.

## Původ a dětství
Princezna Sofie se narodila 14. června 1870 v Novém paláci v Postupimi jako dcera pruského korunního prince Fridricha Viléma a britské princezny Viktorie. Její otec byl nejstarším synem pruského krále Viléma I. a její matka byla nejstarším dítětem britské královny Viktorie. Fridrich Vilém a Viktorie již byli rodiči početné rodiny a Sofie byla jako předposlední dítě o jedenáct let mladší než její nejstarší bratr, budoucí německý císař Vilém II. Sofiini rodiče si byli velmi blízcí, a to jak po citové stránce, tak i politické. Jako přesvědčení liberálové žili daleko od berlínského dvora a trpěli intriky velmi konzervativního německého kancléře Otty von Bismarcka a členů rodu Hohenzollernů.

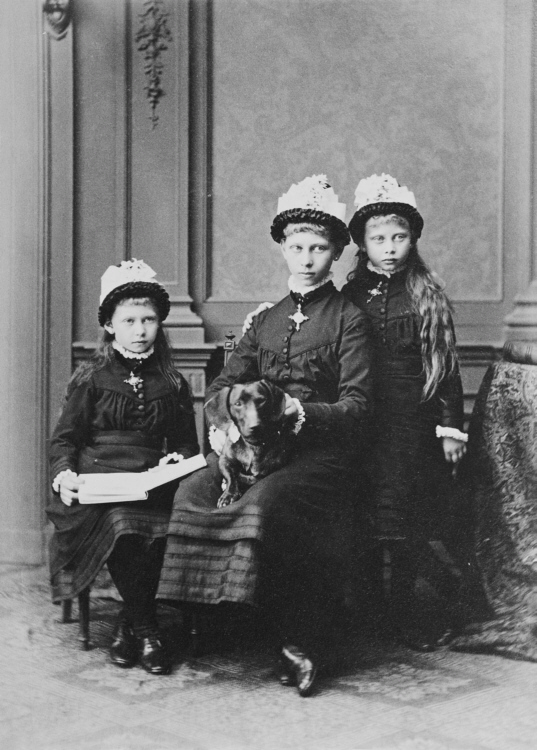
Princezna Sofie (vlevo) se svými sestrami Viktorií (uprostřed) a Markétou (vpravo), 1879

Týden po Sofiině narození narušila francouzsko-pruské vztahy záležitost týkající se nástupnictví na španělský trůn. Vztahy mezi Paříží a Berlínem se ještě více zhoršily poté, co Bismarck 13. července 1870 zveřejnil ponižující Emžskou depeši. O šest dní později vyhlásila francouzská vláda pod vedením císaře Napoleona III. válku Prusku, přičemž státy Německého spolku nabídly Prusku podporu, čímž se Prusko začalo jevit jako oběť francouzského imperialismu. V tomto složitém prostředí byla Sofie následující měsíc pokřtěna, třebaže všichni přítomní muži byli ve vojenských uniformách, vzhledem k tomu, že Francie vyhlásila válku Prusku. Sofiina matka popsala událost královně Viktorii: „Křtiny proběhly dobře, ale byly smutné a vážné; ustarané tváře a slzavé oči, pochmurnost a předzvěst veškerého utrpení, které nás čeká, vrhly mrak na obřad, který měl být plný radosti a vděku"
Sofie byla v dětství známá jako „Sossy“ (toto jméno bylo pravděpodobně vybráno proto, že se rýmovalo s „Mossy“, přezdívkou její mladší sestry Markéty).
Děti korunního prince a jeho manželky se rozdělily do dvou věkových skupin: Vilém, Šarlota a Jindřich byli oblíbenci svých prarodičů z otcovy strany, zatímco Viktorie, Sofie a Markéta byly z jejich strany z velké části přehlíženy. Dva další Sofiini bratři, Zikmund a Valdemar, zemřeli v mladém věku (Zikmund zemřel ještě před jejím narozením a Valdemar, když mu bylo 11 a jí 8); tato tragédie sblížila korunní princeznu s jejími třemi mladšími dcerami, kterým říkala „mé tři milé dívky" a „mé trio".
Korunní princezna, přesvědčená o nadřazenosti všeho anglického, zařídila dětské pokoje svých dětí podle svého vlastního dětství. Díky tomu byla Sofie vychována s velkou láskou k Anglii a všemu, co s ní souviselo, a často podnikala návštěvy své babičky, královny Viktorie, kterou velmi milovala. Sofie často pobývala v Anglii, zvláště na ostrově Wight, kde ráda sbírala mušle se svými staršími sourozenci.
Protože ji prarodiče z otcovy strany většinou přehlíželi, její dospívání bylo převážně ovlivněno rodiči a její babičkou z matčiny strany. Jako malé děvčátko byla na královnu Viktorii tak hluboce citově vázána, že korunní princezna bez váhání nechávala svou dceru po dlouhá období v péči své matky.
V Německu Sofie převážně pobývala s rodiči ve dvou hlavních rezidencích: v Kronprinzenpalais v Berlíně a v Novém paláci v Postupimi. Stejně jako její sestry Viktorie a Markéta měla k rodičům obzvláště blízko a jejich vztah se ještě více utužil po smrti Valdemara, nejoblíbenějšího syna korunního prince a jeho manželky, v roce 1879.

## Zasnoubení

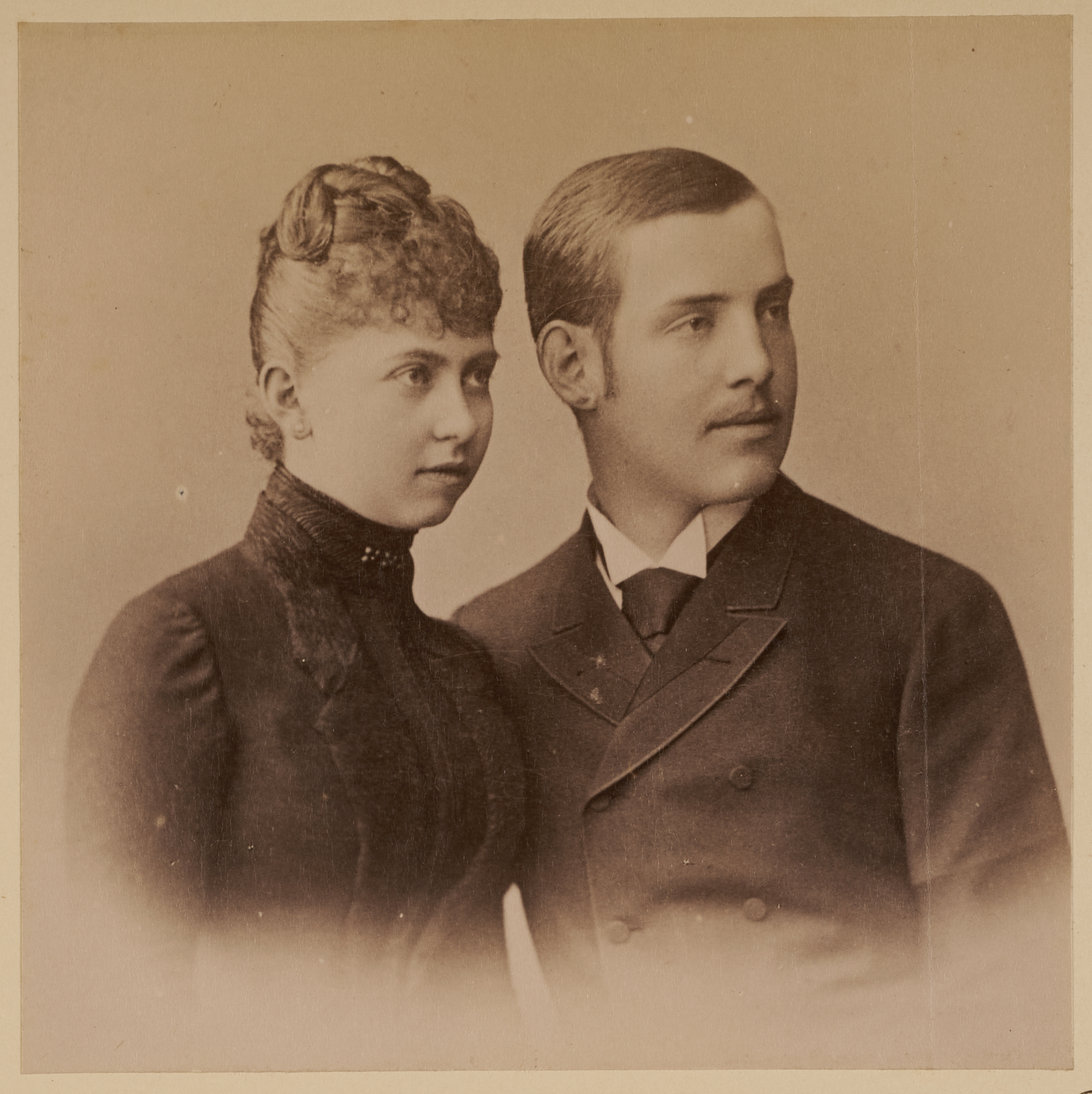
Princezna Sofie s řeckým korunním princem Konstantinem, 1888

V roce 1884 bylo řeckému korunnímu princi Konstantinovi šestnáct let a vláda ho prohlásila za plnoletého. Poté obdržel titul vévody ze Sparty. Brzy poté Konstantin absolvoval vojenský výcvik v Německu, kde strávil celé dva roky ve společnosti vychovatele Dr. Lüderse. Sloužil v pruské gardě, měl hodiny jezdectví v Hannoveru a studoval politické vědy na univerzitách v Heidelbergu a Lipsku.
Po dlouhém pobytu v Anglii, kde oslavovala Zlaté jubileum své babičky, se Sofie v létě 1887 s Konstantinem blíže seznámila. Královna sledovala jejich vyvíjející se vztah a napsala: „Existuje šance, že by se Sofie mohla provdat za Tina? Bylo by to pro ni skvělé, neboť je velmi hodný." Korunní princezna Viktorie také doufala, že Sofie uzavře dobrý sňatek, považovala ji za nejatraktivnější ze svých dcer.
Během svého pobytu na císařském dvoře v Berlíně, kde zastupoval Řecké království na pohřbu císaře Viléma I. v březnu 1888, se Konstantin opět setkal se Sofií. Rychle se do sebe zamilovali a 3. září 1888 se oficiálně zasnoubili. Na jejich vztah se však nedůvěřivě díval Sofiin starší bratr Vilém a jeho manželka Augusta Viktorie, kterými Sofie pohrdala. Ani v řecké královské rodině neměly tyto zásnuby úplnou podporu: královna Olga projevila určitý odpor vůči plánovanému sňatku, protože Sofie byla luteránka a Olga by dala přednost, aby si její syn vzal pravoslavnou křesťanku. Navzdory potížím byla svatba naplánována na říjen 1889 v Athénách.

### Smrt otce
Pro Sofiinu rodinu však nastalo nešťastné období, neboť její otec císař Fridrich III. umíral v bolestech na rakovinu hrdla. Jeho žena a děti u něj bděly v Novém Paláci, dokonce zde oslavily Sofiiny narozeniny. Fridrich zemřel následující den. Sofiin nejstarší bratr se stal německým císařem Vilémem II. Vědoma si toho, že její tři nejmladší dcery jsou na ní více než kdy jindy emocionálně závislé, zůstala jim nyní císařovna vdova nablízku: „Mám své tři milé dívky – které tak miloval – které jsou mou útěchou.“
Císařovna vdova byla hluboce zarmoucena Sofiiným nadcházejícím sňatkem a odchodem do Athén. Přesto vítala štěstí své dcery a utěšovala se obsáhlou korespondencí se Sofií. Mezi lety 1889 a 1901 si vyměnily více než 2 000 dopisů. Několikrát se také vzájemně navštívily ve svých domovech v Athénách a v Kronbergu.

## Manželství
Dne 27. října 1889 se Sofie provdala za Konstantina v Athénách ve dvou náboženských obřadech, jednom veřejném a pravoslavném, a druhém soukromém a protestantském. Sofie a Konstantin byli příbuzní z třetího kolena; jejich prapradědeček byl ruský car Pavel I. Sofiinými svědky byli její bratr Jindřich a její bratranci, princové Albert Viktor a Jiří z Walesu; Konstantinovými svědky byli jeho bratři, princové Jiří a Mikuláš, a jeho bratranec, ruský carevič Mikuláš. Svatba (první velká mezinárodní událost konaná v Athénách) byla mezi Řeky velmi populární. Jména manželů připomínala veřejnosti starou legendu, podle níž až na řecký trůn nastoupí král Konstantin a královna Sofie, Konstantinopol a Hagia Sofia připadnou do řeckých rukou. Ihned po svatbě následníka trůnu vznikly mezi řeckým obyvatelstvem naděje na naplnění Megali idea (řecky Velká myšlenka), tj. sjednocení všech Řeků ve stejném státě. V zahraničí vyvolalo manželství Konstantina a Sofie mnohem menší nadšení. Ve Francii se obávali, že příchod pruské princezny do Athén způsobí přechod Řeckého království na stranu Trojspolku. V Berlíně byl svazek rovněž nepopulární: německé zájmy byly v Osmanské říši skutečně důležité a císař neměl v úmyslu pomáhat Řecku pouze proto, že řecký následník trůnu byl jeho nový švagr.

## Řecká korunní princezna

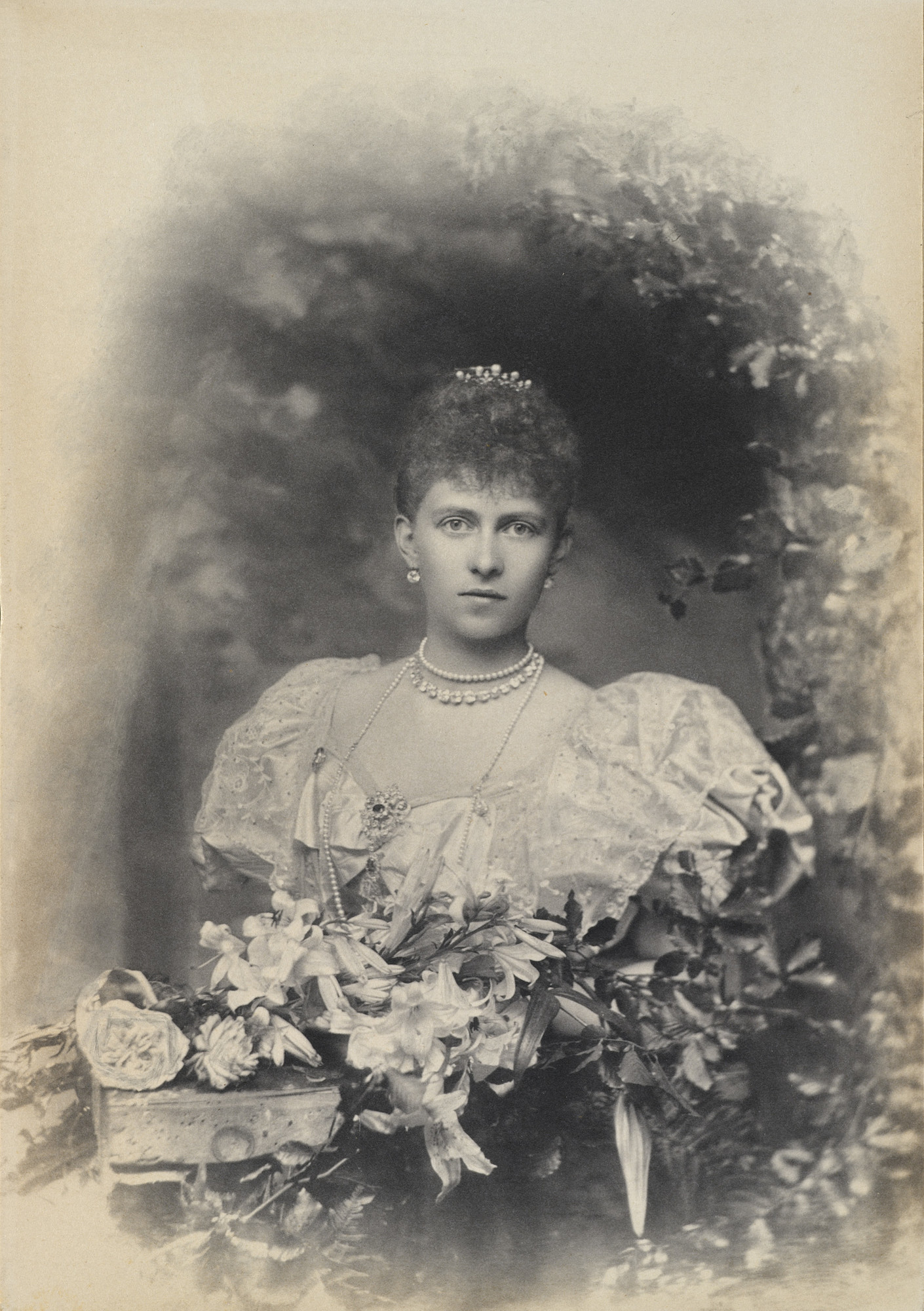
Princezna Sofie, 1890

V Aténách se Konstantin a Sofie usadili v malé vile ve francouzském stylu na třídě Kifisias, zatímco čekali, až jim řecký stát postaví nový domov, palác korunního prince,[který se nacházel nedaleko královského paláce. Manželé si také nechali postavit další dům na královském panství Tatoi, protože král Jiří I. odmítl povolit práce v hlavním paláci. V Athénách žili Konstantin a Sofie poměrně prostým životem vzdáleným protokolu jiných evropských dvorů.
Sofie měla potíže přizpůsobit se novému životu. Přesto se pustila do učení moderní řečtiny (a během několika let se jí podařilo ji téměř dokonale ovládnout) a četné cesty do zahraničí využila k vybavení a výzdobě svého nového domova. 19. července 1890, necelých devět měsíců po svatbě, korunní princezna porodila své první dítě, mírně předčasně narozeného syna, který dostal jméno Jiří po svém dědečkovi z otcovy strany, ale porod se nezdařil a pupeční šňůra se dítěti omotala kolem krku a téměř ho udusila. Naštěstí pro matku a dítě se německé porodní bábě, kterou císařovna vdova Viktorie vyslala, aby její dceři při porodu pomohla, podařilo situaci vyřešit a k žádným tragickým následkům nedošlo.

### Konverze k pravoslaví
Po narození nejstaršího syna se Sofie rozhodla přijmout víru svých poddaných a přestoupit na pravoslavnou víru. Poté, co požádala o požehnání císařovnu vdovu a královnu Viktorii a obdržela ho, korunní princezna o svém záměru informovala své příbuzné a požádala královnu Olgu o poskytnutí výuky pravoslaví. Řecká královská rodina byla touto zprávou potěšena, protože oznámení o konverzi by bylo mezi Řeky populární, ale král Jiří trval na tom, aby Sofii pravoslaví vyučoval spíše Germanus II, athénský metropolita a hlava autokefální řecké církve, než jeho manželka, neboť královna Olga byla ruského původu a někteří řečtí nacionalisté ji považovali za „agentku panslavismu“, a proto král dával přednost tomu, aby Germanus II. převzal tento úkol, který by jinak mohl koruně způsobit potíže.
Ačkoli většina členů rodiny přijala zprávu o její konverzi klidně, Sofie se obávala reakce svého bratra Viléma II., který bral své postavení hlavy Pruské unie velmi vážně a neposlušnost nesnášel nade vše. Sofie a Konstantin se v listopadu 1890 vydali na cestu do Německa u příležitosti svatby její sestry Viktorie s princem Adolfem ze Schaumburg-Lippe. Korunní princezna osobně oznámila bratrovi svůj úmysl změnit náboženství. Jak se dalo očekávat, císaře a jeho manželku, velmi zbožnou Augustu Viktorii, tato zpráva silně znepokojila. Císařovna se dokonce snažila svou švagrovou od konverze odradit, což vyvolalo mezi oběma ženami prudkou hádku. Císařovna později tvrdila, že tato hádka zapříčinila její předčasný porod šestého dítěte, prince Jáchyma. Vilém se mezitím rozzlobil natolik, že Sofii pohrozil vyloučením z pruské královské rodiny. Na nátlak své matky, aby působila smířlivě, Sofie nakonec napsala bratrovi dopis, v němž vysvětlila důvody své konverze, ale císař ji nevyslyšel a na tři roky zakázal své sestře vstup do Německa. 
Sofie oficiálně konvertovala 2. května 1891, avšak císařský rozsudek nakonec nebyl nikdy uplatněn. Nicméně vztahy mezi Vilémem a Sofií byly Sofiiným rozhodnutím trvale poznamenány, císař byl totiž nesmírně urážlivým člověkem a nikdy nepřestal svou sestru za její neposlušnost trestat.

### Sociální práce

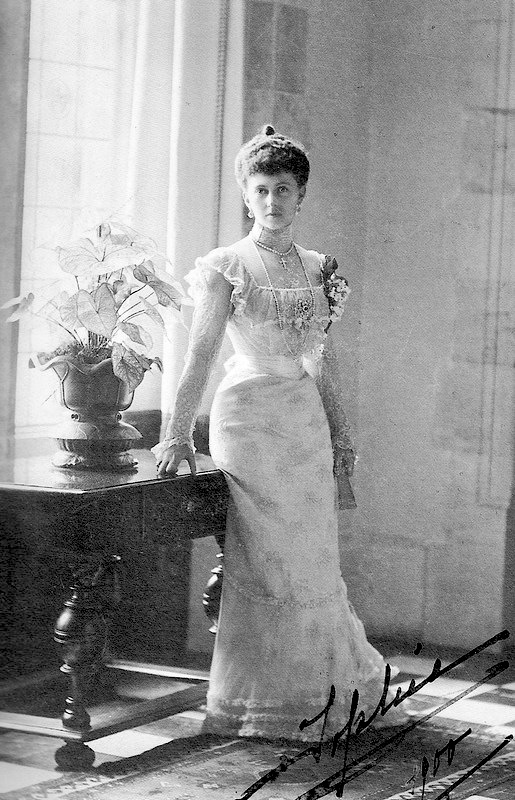
Řecká korunní princezna Sofie, 1900

Sofie se po celý svůj život v Řecku aktivně věnovala sociální práci a pomoci znevýhodněným. Po vzoru královny Olgy vedla různé iniciativy v oblasti vzdělávání, vývařoven a rozvoje nemocnic a sirotčinců. V roce 1896 korunní princezna také založila Svaz řeckých žen, který byl obzvláště aktivní v oblasti pomoci uprchlíkům z Osmanské říše. Sofie byla fascinována arboristikou a znepokojovaly ji požáry, které pravidelně pustošily zemi, a zajímala se také o obnovu lesů. Kromě toho byla jednou ze zakladatelek Řecké společnosti na ochranu zvířat.
Největší sílu a odvahu však Sofie prokázala právě za války. Když v roce 1897 vypukla řecko-turecká válka Sofie a další členky královské rodiny aktivně spolupracovaly s řeckým Červeným křížem, aby pomohly zraněným vojákům. Na soluňské frontě korunní princezna zakládala polní nemocnice, navštěvovala raněné a dokonce přímo poskytovala péči obětem bojů. Sofie také umožnila příchod anglických zdravotních sester do Řecka a dokonce se podílela na výcviku mladých dobrovolnic, které poskytovaly pomoc raněným vojákům.
Zapojení Sofie a její tchyně do pomoci obětem bojů (ať už řeckého nebo tureckého původu) bylo tak intenzivní, že sklidilo obdiv ostatních evropských dvorů. Odměnou za jejich práci bylo vyznamenání obou žen královským Červeným křížem, které jim v prosinci 1897 udělila královna Viktorie. Bohužel pro korunní princeznu byla její pomoc zraněným vojákům méně oceněna v Řecku, kde obyvatelstvo vinilo z prohry proti Osmanům královskou rodinu a zejména Konstantina, který byl vrchním velitelem řecké armády v Thesálii.
Po řecko-turecké válce se v Řecku rozvinulo silné protimonarchistické hnutí a kritice se nevyhnula ani sama Sofie. Německý císař Vilém II., který vždy toužil potrestat svou sestru za její neposlušnost, během konfliktu otevřeně podporoval Osmanskou říši a souhlasil, že nabídne svou pomoc poté, co ho o to naléhavě požádaly jeho sestra, matka a babička. Požadoval, aby Řecko výměnou za jeho intervenci přistoupilo na ponižující podmínky, a obyvatelstvo se domnívalo, že tak učinil se souhlasem své sestry.
Sofie však nebyla jedinou obětí odsouzení veřejností. V Athénách se totiž otevřeně hovořilo o tom, že by korunní princ měl být postaven před vojenský soud, který by ho potrestal za národní porážku a sesadil Jiřího I., jak se to předtím stalo s jeho předchůdcem Otou I. Několik týdnů po podepsání mírové smlouvy mezi Řeckem a Osmanskou říší se situace natolik vyhrotila, že se panovník stal terčem pokusu o atentát, když cestoval v otevřeném kočáře se svou dcerou, princeznou Marií, ale Jiří I. se bránil tak statečně, že se mu dostalo alespoň určitého uznání ze strany poddaných.
V těchto obtížných podmínkách se Konstantin a Sofie rozhodli žít nějaký čas v zahraničí. V roce 1898 se usadili v Kronbergu a poté v Berlíně. Tam Konstantin pokračoval ve vojenském výcviku u generála Colmara von der Goltze a na rok dostal velení pruské divize. Manželé se vrátili do Řecka v roce 1899 a vláda Georgiose Theotokise jmenovala Konstantina generálním inspektorem armády. Toto povýšení však vyvolalo jisté kontroverze mezi armádou, která stále považovala korunního prince za hlavní osobu odpovědnou za porážku v roce 1897.

### Úmrtí v rodině

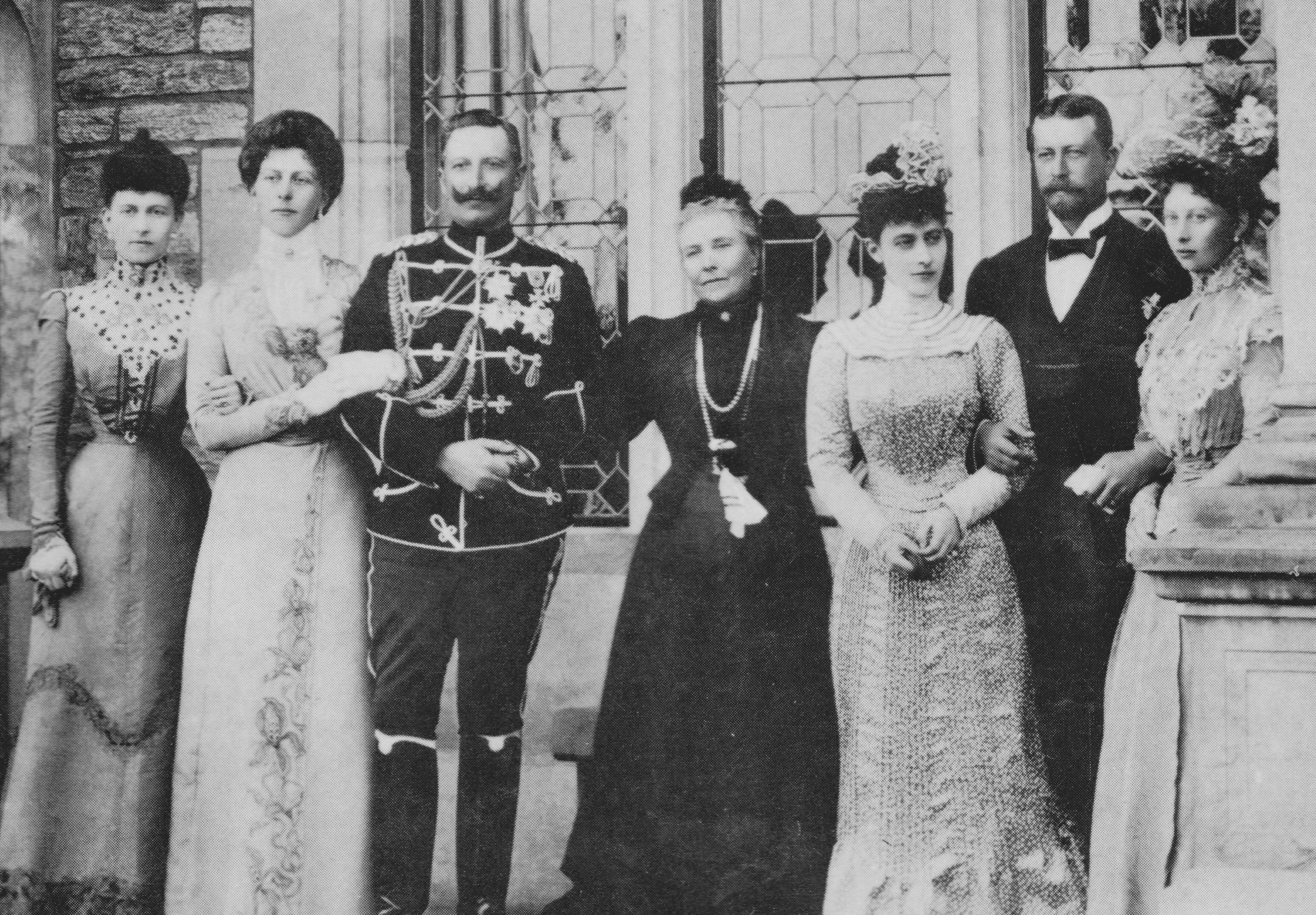
Princezna Sofie (vlevo), se sestrou princeznou Viktorií, bratrem Vilémem II. Pruským, matkou císařovnou vdovou Viktorií, sestrou princeznou Šarlotou, bratrem princem Jindřichem a sestrou princeznou Markétou, 1900

Po návratu do Řecka s manželem se korunní princezna věnovala charitativní činnosti. Zdravotní stav její matky i anglické babičky ji však hluboce znepokojoval. Německá císařovna vdova skutečně trpěla rakovinou prsu, která jí způsobovala nesmírné bolesti. Britská královna se zase blížila věku osmdesáti let a její rodina věděla, že se blíží konec, ale poslední roky její vlády byly poznamenány druhou búrskou válkou, během níž Spojené království utrpělo strašlivé ztráty tváří při střetu s afrikánským odbojem. Sofie se obávala, že potíže, které Britové v Jižní Africe utrpěli, podlomí již tak chatrné zdraví její babičky.
Královna Viktorie nakonec zemřela na krvácení do mozku 22. ledna 1901 v Osborne House. Sofie, kterou smrt babičky velmi zasáhla, odcestovala do Spojeného království na její pohřeb a spolu se zbytkem řecké královské rodiny se zúčastnila náboženského obřadu na její počest v Athénách.
O několik měsíců později, v létě 1901, odjela Sofie do Friedrichshofu, aby se postarala o svou matku, jejíž zdravotní stav se nadále zhoršoval. V pátém měsíci těhotenství korunní princezna věděla, že císařovna vdova umírá, a spolu se svými sestrami Viktorií a Markétou ji doprovázela až do jejího posledního vydechnutí 5. srpna 1901. Během sedmi měsíců Sofie ztratila dva ze svých nejbližších příbuzných. Nové dítě jí však pomohlo, aby se nelitovala.

### Převrat v Goudi a jeho důsledky
Politický život v Řecku zůstal v prvních letech 20. století nestabilní a Megali idea byla i nadále v centru zájmu obyvatelstva. V roce 1908 krétské úřady jednostranně vyhlásily připojení svého ostrova k Řeckému království, ale z obavy před tureckými represemi vláda odmítla anexi uznat. V Athénách byla bojácnost krále a vlády šokující, zejména pro armádu. 15. srpna 1909 se skupina důstojníků shromáždila ve „Vojenské lize“ (Στρατιωτικός Σύνδεσμος) a zorganizovala tzv. převrat v Goudi. Členové Ligy se sice prohlašovali za monarchisty, ale v čele s Nikolaosem Zorbasem mimo jiné žádali, aby panovník vyloučil svého syna z armády. Oficiálně to mělo korunního prince ochránit před žárlivostí, která by mohla vyplynout z jeho přátelství s některými vojáky, ale skutečnost byla zcela jiná: důstojníci nadále považovali korunního prince za odpovědného za porážku v roce 1897.
Situace byla tak napjatá, že synové Jiřího I. museli odstoupit ze svých vojenských funkcí, aby otce ušetřili ostudy, že je musí vyhodit. V září se korunní princ, jeho manželka a děti rozhodli opustit Řecko a hledat útočiště v Německu na Friedrichshofu, který nyní vlastnila pruská princezna Markéta. Mezitím se v Athénách začalo v některých kruzích diskutovat o svržení rodu Glücksburgů a o zřízení republiky nebo o nahrazení panovníka buď nemanželským synem Oty I., cizím princem, nebo princem Jiřím, jehož regentkou by byla Sofie.
V prosinci 1909 naléhal plukovník Zorbas, velitel Vojenské ligy, na Jiřího I., aby ho jmenoval do čela vlády místo premiéra Kyriakoulise Mavromichalise. Panovník odmítl, ale vláda prošla reformami, které zvýhodňovaly armádu. Došlo k reorganizaci štábu a příznivci korunního prince, včetně Ioannise Metaxase, byli vyhoštěni. Současně byla povolána francouzská vojenská mise, která měla reorganizovat řeckou armádu, což ohrožovalo Sofii i jejího manžela, protože pomáhali rozvíjet republikánské myšlenky v armádě.
Navzdory těmto reformám se někteří členové Vojenské ligy nadále stavěli proti vládě s cílem převzít moc. Odjeli proto na Krétu, kde se setkali s významným krétským politikem Eleftheriosem Venizelem a nabídli mu post řeckého premiéra. Krétský vůdce však nechtěl v Řecku vystupovat s podporou armády a přesvědčil je, aby uspořádali nové volby. V březnu 1910 král nakonec volby vypsal a Venizelos a jeho stoupenci se dostali k moci. Pro královskou rodinu to bylo těžké období.
Venizelos však nechtěl korunu oslabit. Aby ukázal, že se armádě nepodřizuje, vrátil členům královské rodiny jejich vojenské povinnosti a korunní princ se tak opět stal generálním inspektorem armády. 21. října 1910, po více než roce exilu, se Sofie vrátila do Řecka, přesto však zůstala vůči nové vládě a milici velmi nedůvěřivá. Odmítala jakýkoli kontakt s Venizelem a obviňovala ho, že je částečně zodpovědný za ponížení, které královská rodina utrpěla. Princezna měla problémy i se svým tchánem, kterého obviňovala, že byl během krize slabý.

### První balkánská válka
Po nástupu Venizela k moci byla řecká armáda modernizována a vybavena s podporou francouzských a britských důstojníků. Cílem modernizace bylo připravit zemi na novou válku proti Osmanské říši, ale k porážce nepřítele a dosažení Megali idea potřebovalo Řecko spojence. Proto Řecko z iniciativy nového premiéra uzavřelo spojenectví se svými sousedy a v červnu 1912 se podílelo na vytvoření Balkánského svazu 8. října 1912, kdy Černá Hora vyhlásila válku Osmanské říši, se k nim tedy o necelých deset dní později připojily Srbsko, Bulharsko a Řecko. Tím začala první balkánská válka.

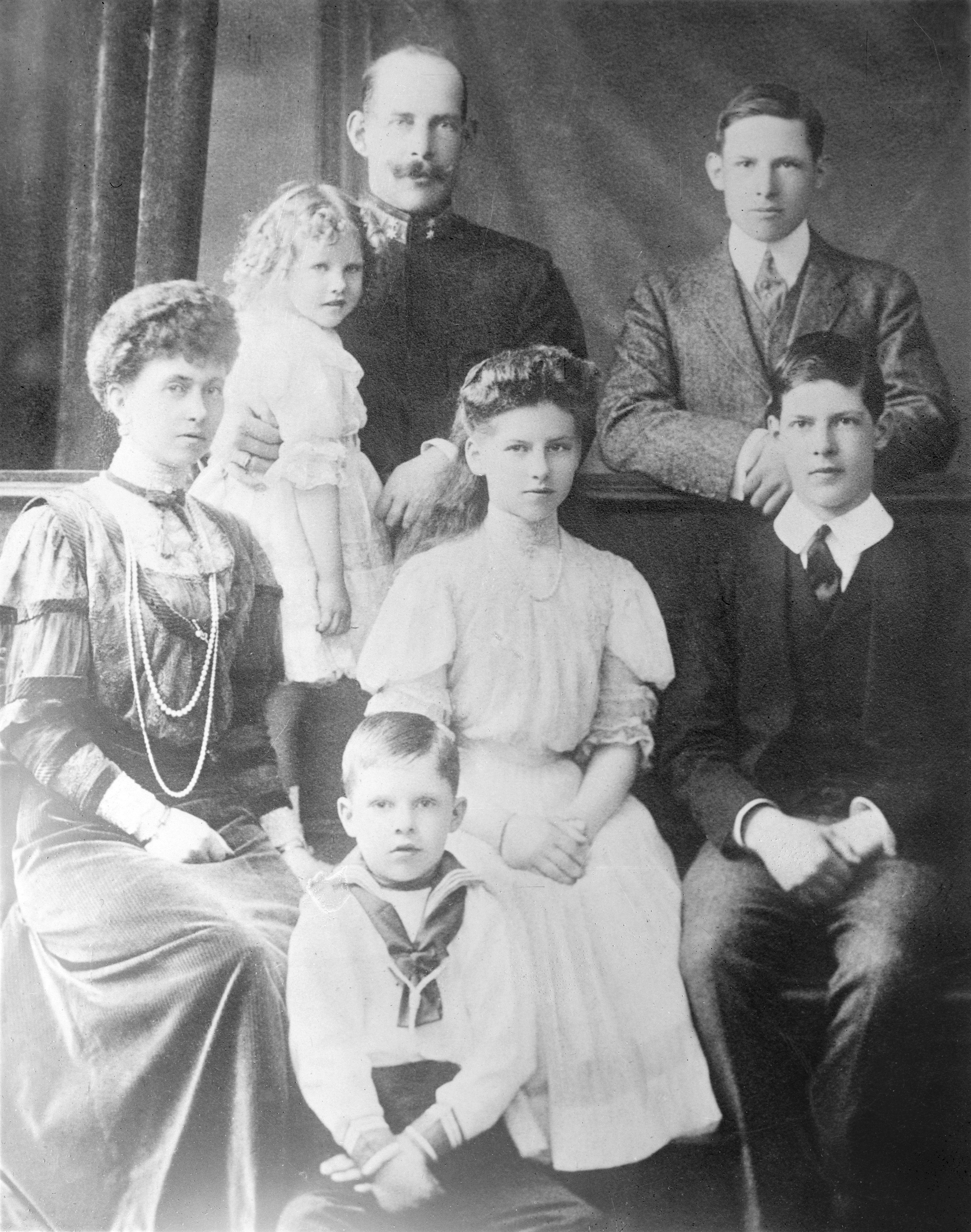
Princezna Sofie s rodinou, 1910

Zatímco korunní princ a jeho bratři převzali velení nad řeckými jednotkami, královna Olga, Sofie a její švagrové (Marie Bonapartová, Jelena Vladimirovna Ruská a Alice z Battenbergu) se staraly o pomoc raněným vojákům a uprchlíkům. Během jednoho měsíce princezny shromáždily 80 000 kusů oděvů pro vojsko a shromáždily kolem sebe lékaře, zdravotní sestry a zdravotnické vybavení. Královna a korunní princezna také otevřely veřejnou sbírku s cílem vytvořit nové nemocnice v Athénách a na frontě. Velmi aktivní princezny nezůstávaly jen v týlových oblastech, ale vydaly se i do centra vojenských operací. Královna Olga a Sofie navštívily Larissu a Elassonu, zatímco Alice absolvovala dlouhodobé pobyty v Epiru a Makedonii. Mezitím Jelena řídila sanitní vlak a Marie Bonapartová zřídila nemocniční loď, která spojovala Soluň s hlavním městem.

### Manželské problémy
Manželství Sofie a Konstantina bylo v prvních letech harmonické. Věrnost však nebyla nejsilnější vlastností korunního prince a jeho žena se brzy musela vypořádat s jeho četnými mimomanželskými aférami. Sofie, zpočátku šokovaná jeho zradou, brzy následovala příkladu své tchyně a chování svého manžela tolerovala. Od roku 1912 se však manželé znatelně odcizili. V té době si Konstantin začal románek s hraběnkou Paolou von Ostheim (rozenou Vandou Paolou Lottero), italskou divadelní herečkou, která se nedávno rozvedla s princem Hermannem Sasko-Výmarsko-Eisenašským; tento vztah trval až do Konstantinovy smrti.
Když Sofie 4. května 1913 porodila své šesté a poslední dítě, dceru Kateřinu, vytrvalá pomluva tvrdila, že dítě je výsledkem jejích vlastních záletů. Tyto zvěsti, ať už pravdivé, nebo nepravdivé, Konstantina neovlivnily a ten své otcovství bez problému uznal.
V soukromí se pár dorozumíval anglicky a především v tomto jazyce vychovával své děti, které vyrůstaly v láskyplné a vřelé atmosféře uprostřed družiny vychovatelů a britských chův. Stejně jako její matka i Sofie vštěpovala svým potomkům lásku ke Spojenému království a rodina každoročně trávila několik týdnů ve Velké Británii, kde navštěvovala pláže v Seafordu a Eastbourne. Letní prázdniny však rodina trávila nejen ve Friedrichshofu u císařovny vdovy, ale také na Korfu a v Benátkách, kam se řecká královská rodina vydala na palubě jachty Amfitrité.

## Řecká královna: 1. období

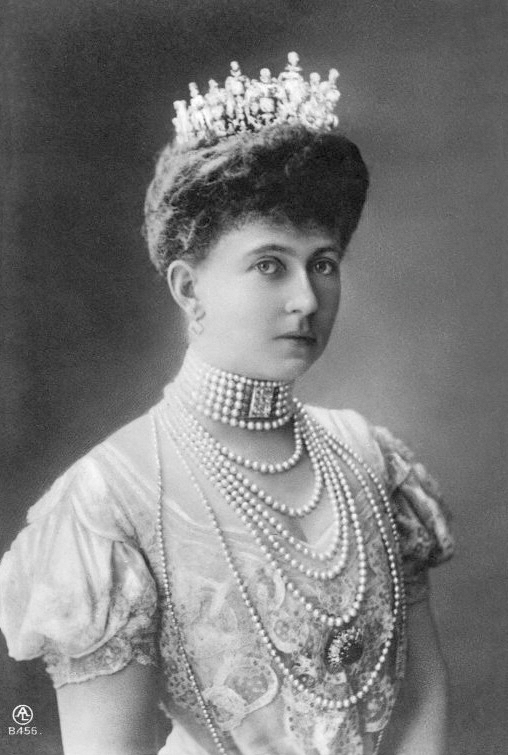
Řecká královna Sofie, 1913

První balkánská válka skončila v roce 1913 porážkou Osmanské říše koalicí Řecka, Bulharska, Srbska a Černé Hory. Řecké království se po konfliktu značně rozšířilo, ale mezi spojeneckými mocnostmi brzy vznikly neshody: Řecko a Bulharsko soupeřily o vlastnictví Soluně a jejího okolí.
Aby potvrdil svrchovanost Řeků nad hlavním městem Makedonie, přesunul se Jiří I. do města brzy po jeho dobytí korunním princem, 8. prosince 1912. Během svého dlouhého pobytu ve městě vycházel král každý den na procházky do ulic bez doprovodu, jak byl zvyklý z Athén. Dne 18. března 1913 ho při procházce v Soluni poblíž Bílé věže střelil ze vzdálenosti dvou kroků do zad řecký anarchista Alexandros Schinas.
Sofie byla v Athénách, když se dozvěděla o vraždě svého tchána, krále. Nyní na ni jako na řeckou královnu padla odpovědnost oznámit zprávu o vraždě své tchyni. Obě spolu s nejstarší dcerou, princeznou Helenou, utěšovaly nyní již ovdovělou královnu, která zprávu přijala stoicky. Následujícího dne se členové královské rodiny, kteří byli přítomni v hlavním městě, vydali do Soluně. Po příjezdu do makedonského města navštívili místo vraždy a vyzvedli královy ostatky, aby je doprovodili zpět do Athén, kde byl pohřben v Tatoi.
V tomto složitém období smrt Jiřího I. zpečetila připadnutí Soluně Řecku. Přesto v červnu 1913 vypukla druhá balkánská válka o rozdělení Makedonie mezi bývalé spojence z prvního konfliktu. Z této války vyšlo Řecko opět vítězně, značně rozšířené, přičemž vzrostla i prestiž krále Konstantina I. a královny Sofie.
Manželé si byli velmi blízcí s ostatními členy královské rodiny, zejména s princem Mikulášem. Každé úterý s ním a jeho manželkou Jelenou král a královna obědvali a ve čtvrtek jim návštěvu v královském paláci opláceli.

### První světová válka
V době vypuknutí první světové války 4. srpna 1914 byla Sofie s několika dětmi v Anglii v Eastbourne, zatímco její manžel a dcera Helena byli jedinými zástupci dynastie, kteří byli stále přítomni v Athénách. Vzhledem k závažnosti událostí se však královna rychle vrátila do Řecka, kde se k ní brzy připojil zbytek královské rodiny.
Zatímco větší evropské státy vstupovaly do konfliktu jeden po druhém, Řecko oficiálně vyhlásilo neutralitu. Jako vnuci takzvaného „tchána a babičky Evropy“ (jak se říkalo dánskému králi Kristiánovi IX. a královně Viktorii) byli Konstantin a Sofie blízce spřízněni s panovníky Trojspolku a Trojdohody. Král a královna si byli vědomi, že Řecko je již oslabeno balkánskými válkami a není připraveno účastnit se nového konfliktu, obyvatelstvo však názor panovníků nesdílelo. Premiér Eleftherios Venizelos, jehož skvělé diplomatické schopnosti byly na londýnské konferenci v letech 1912-1913 vysoce oceněny zejména Davidem Lloydem Georgem a Georgesem Clemenceauem, věděl, že nově nabytá řecká panství jsou v nejistém stavu, a proto se Řecko muselo zúčastnit války se státy Srdečné dohody, aby si zajistilo své vítězství z druhé balkánské války. Osmanská říše, Bulharsko a dokonce i Rumunsko se navíc spojily s Německem, a pokud by Německo válku vyhrálo, bylo by to zcela jistě na úkor Řecka, vzhledem k tomu, že výhry Bulharska a Osmanské říše v územích by nevyhnutelně pocházely z řeckých zemí získaných v roce 1913, protože obě země, značně rozzlobené ztrátou Makedonie, chtěly Bukurešťskou smlouvu svrhnout. 
Situace se zkomplikovala, když se státy Trojdohody v únoru 1915 zapojily do kampaně na Gallipoli. Konstantin I., který chtěl osvobodit řecké obyvatelstvo Malé Asie od osmanské nadvlády, byl zpočátku připraven nabídnout spojencům podporu a zapojit svou zemi do války. Král však čelil odporu svého štábu a zejména Ioannise Metaxase, který hrozil rezignací, pokud Řecko vstoupí do války. Země na to neměla prostředky, přestože Spojenci nabízeli Řecku za jeho účast velké výhody. Král nijak zvlášť netoužil zavléci zemi do války, a tak se stal přesvědčeným zastáncem neutrality. Konstantin I. od toho proto upustil, což vyvolalo hněv Venizela, který viděl, že jeho země je kvůli králi ve velkém nebezpečí. Kvůli jednání Konstantina I. podal premiér v roce 1915 demisi. Poté vznikla královská vláda. Venizelos však dostal za pravdu 25. května 1916, kdy královská řecká vláda v Athénách povolila předání pevnosti Roupel Němcům a jejich bulharským spojencům jako protiváhu spojeneckým silám, které se usadily v Soluni. Německo-bulharská vojska poté bez odporu obsadila většinu východní Makedonie, což vedlo k masakru tamního řeckého obyvatelstva. Tento čin vedl k vypuknutí povstání důstojníků venizelistické armády v Soluni a k ustavení tamní Prozatímní vlády národní obrany pod záštitou Spojenců, která se postavila proti oficiální vládě Athén a Konstantina I., což utvrdilo tzv. „národní schizma“.
Konstantin I., oslabený všemi těmito událostmi, po této krizi vážně onemocněl. Trpěl zánětem pohrudnice, který se zhoršil zápalem plic, zůstal několik týdnů na lůžku a málem zemřel. V Řecku pobouřila veřejné mínění fáma, kterou šířili venizelisté, podle níž král nebyl nemocný, ale ve skutečnosti ho Sofie zranila nožem během hádky, kdy ho chtěla donutit jít do války po boku svého bratra. Slovy G. Leona: „Zůstala Němkou a zájmy Německa stavěla nad zájmy své adoptivní země, která pro ni znamenala jen málo. Ve skutečnosti nikdy nechovala žádné sympatie k řeckému lidu." 
Během královy nemoci státy Trojdohody nadále vyvíjely tlak na Řecko, aby se zapojilo do války po jejich boku. Dimitrios Gounaris, Venizelův nástupce ve funkci premiéra, navrhl intervenci své země do konfliktu výměnou za ochranu spojenců před případným útokem Bulharska. Státy Trojdohody, ačkoli toužil uzavřít s nimi spojenectví, však dohodu odmítl.
V červnu 1915 zvítězili v parlamentních volbách venizelisté. O měsíc později se Konstantin I., stále v rekonvalescenci, znovu ujal svých oficiálních povinností a nakonec 16. srpna vyzval Venizela, aby se postavil do čela vlády. V září vstoupilo Bulharsko do války po boku Centrálních mocností a napadlo Srbsko, spojence Řecka od roku 1913. Venizelos požádal krále o vyhlášení všeobecné mobilizace, což král odmítl. Aby však předešel nové politické krizi, Konstantin I. nakonec mobilizaci vyhlásil, přičemž dal jasně najevo, že se jedná o čistě obranné opatření. Aby krále přiměl k reakci, vyzval 3. října premiér spojenecké mocnosti k obsazení soluňského přístavu, ale Konstantin I. město opustil, když se ve městě vylodily francouzské, italské a britské jednotky. Rozchod mezi Venizelem a královskou rodinou byl nyní definitivní.
Je třeba říci, že Řecko svým odmítnutím jít do války zabránilo francouzsko-britským vojskům pomoci Srbsku, jehož armády se brzy ocitly v přesile rakousko-bulharské koalice, a ještě více znejistilo spojenecké vítězství v Dardanelách. V odvetě státy Trojdohody nařídily Řecku demobilizaci armády, v Soluni bylo vyhlášeno stanné právo a na Řeky byla uvalena blokáda.
Konflikt mezi králem a Venizelem vyvrcholil v tzv. národním schizmatu, který byl v podstatě bojem mezi těmi, kdo chtěli, aby věci zůstaly tak, jak byly, a těmi, kdo byli pro reformy; mezi konzervatismem a kosmopolitismem; mezi starým a novým světem.
Stažení britských vojsk z Dardanel v prosinci 1915 posílilo důvěru části „starého Řecka“ (míněno konzervativní části země, konkrétně okolí Attiky a Peloponésu, které v roce 1830 tvořily původní rozlohu řeckého státu). Obyvatelé těchto oblastí vnímali rozšíření řeckého státu o nová území s podezřením a nelibostí. Toto „nové Řecko“ bylo tvořeno kosmopolitnějším a široce vzdělaným obyvatelstvem, zatímco „staré Řecko“ bylo v podstatě chudší, zadluženou oblastí, která se stále spoléhala převážně na zemědělství. V očích obyvatel „starého Řecka“ byli Řekové žijící v nových zemích cizinci. Xenofobii „starého Řecka“ tak král a církev využívali k propagandistickým účelům, aby se zbavili liberální Venizelovy vlády. V roce 1915 podal premiér na protest proti králově nečinnosti ohledně všeobecné mobilizace demisi. V první polovině roku 1915 však následovaly doplňující volby, z nichž opět vyšel vítězně Venizelos, který měl podporu „nového Řecka“ (konkrétně zemí přidělených Řecku Bukurešťskou smlouvou) a liberálnějších, zámožnějších a vzdělanějších složek „starořecké“ společnosti. To však král nechtěl a zasadil se o svržení premiéra, i když jeho jednání znamenalo popření ústavy. Venizelos byl opět nucen odstoupit (v roce 1915 hned dvakrát). Venizelos a jeho stoupenci se na protest odmítli zúčastnit hlasování a prohlásili, že nově zvolený řecký parlament je nezákonný. Vznikla nová vláda loajální králi.

#### Pokus o atentát

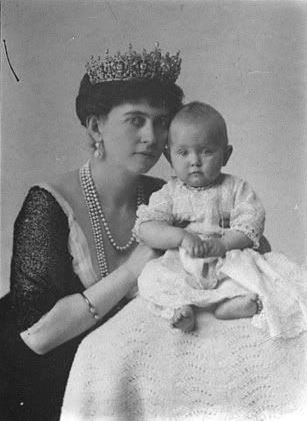
Sofie s nejmladší dcerou Kateřinou, 1913

Od té doby řecká vláda uplatňovala politiku příznivější Trojspolku. Obyvatelstvo protestovalo proti přesunu srbské armády na Korfu a poté do Soluně. Byly vydány rozkazy, že důstojníci na hranicích nesmí bránit bulharskému postupu do země, k němuž došlo 27. května 1916. Nakonec v dubnu 1916 Konstantin I. symbolicky vyhlásil připojení severního Epiru k Řecku v reakci na italskou intervenci do Albánie.
Královský pár, který byl nyní považován za nepřítele Trojdohody čelil stále násilnějšímu odporu. Francouzi připravovali různá spiknutí s cílem unést nebo zavraždit panovníky. Dne 14. července 1916 vypukl v lese obklopujícím Tatoi záhadný požár (pravděpodobně úmyslně založený pařížskými agenty). Sofie ve zmatku zachránila svou nejmladší dceru, princeznu Kateřinu, a s dítětem v náručí uběhla přes 2 km do lesa. Několik členů královské rodiny včetně samotného Konstantina I. bylo zraněno a sídlo panovníků bylo požárem, který trval 48 hodin, z velké části zničeno. Především zahynulo 16 (nebo 18, v závislosti na pramenech) vojáků a dalších členů palácového personálu.
Po těchto událostech se postoj královské rodiny k Německu výrazně změnil. Mezi prosincem 1916 a únorem 1917 poslala královna několik telegramů svému bratrovi s dotazem, kdy budou moci vojska Centrálních mocností zasáhnout v Makedonii. Sofie však stále chovala vůči císaři jistou zášť kvůli jeho hněvu v době jejího sňatku a konverzi k pravoslaví; porušení neutrality Řecka ze strany Trojdohody a hrozby ohrožující život jejího manžela a dětí však postupně změnily její názory vůči Spojencům.

#### Národní schizma
V říjnu 1916 se Eleftherios Venizelos usadil v Soluni, kde zorganizoval prozatímní vládu proti vládě vedené Spyridonem Lambrosem v Athénách. To byl počátek tzv. národního schizmatu. (řecky: Εθνικός Διχασμός, Ethnikos Dikhasmos). Mezitím francouzsko-britská flotila pod velením viceadmirála Louise Dartige du Fourneta obsadila Salamínský záliv, aby vyvinula tlak na Athény, a zároveň byla zasílána různá ultimáta, týkající se především odzbrojení jeho armády. S blokádou bylo zásobování hlavního města stále obtížnější a začal hladomor. Sofie zdvojnásobila své úsilí o pomoc chudým. Spolu s Vlasteneckou ligou řeckých žen se jí podařilo denně rozdat 10 000 jídel a také oblečení, přikrývky, léky a mléko pro děti. Přesto se situace ještě více ztížila.
1. prosince 1916 Konstantin I. konečně přistoupil na francouzské požadavky a vojáci Trojdohody se vylodili v Athénách, aby se zmocnili zbraní, které jim panovník slíbil o dva měsíce dříve. Tajně se však zmobilizovala skupina řeckých záložníků a opevnila Athény. Francouzi se setkali s těžkou palbou a mnoho jich bylo zabito; událost byla v místním tisku té doby nazvána „řeckou večerkou“. Král po ní poblahopřál ministru války i generálu Dousmanisovi.
Státy Trojdohody na tento útok rychle zareagovaly. Francouzské loďstvo bombardovalo královský palác v Athénách a donutilo Sofii a její děti, aby se na několik hodin uchýlili do hradních sklepů. Rusko a Itálie však odmítly zasáhnout, protože se obávaly řeckých nároků na Malou Asii a pokrevních vazeb mezi Konstantinem I. a carem Mikulášem II.

## První období exilu
Po ruské revoluci v roce 1917 a sesazení Mikuláše II. ztratili Konstantin a Sofie poslední stoupence Trojdohody. Proto 10. června 1917 požádal spojenecký komisař Charles Jonnart řeckou vládu o abdikaci krále a jeho nahrazení jiným princem. Princ Jiří byl rovněž považován za proněmecky orientovaného. Pod hrozbou invaze 10 000 vojáků do Pirea se Konstantin I. vzdal moci ve prospěch svého druhého syna, prince Alexandra. Konstantin nicméně odmítl abdikovat. Vysvětlil, že Alexandr by měl být považován za jakéhosi regenta, který bude mít na starosti trůn až do návratu legitimního panovníka.
Dne 11. června královská rodina tajně opustila královský palác, obklopena skupinou věrných, a dorazila do Tatoi. Následujícího dne Konstantin, Sofie a pět jejich dětí opustili Řecko z přístavu Oropos a vydali se na cestu do exilu. Bylo to naposledy, kdy Sofie viděla svého druhého syna, nyní prohlášeného za krále Alexandra I. Venizelisté zakázali jakýkoli kontakt mezi novým panovníkem a zbytkem královské rodiny.
Sofie se s rodinou usadila ve Švýcarsku, především mezi městy Svatý Mořic, Curych a Lucern. V exilu panovníky brzy následovali téměř všichni členové královské rodiny, kteří opustili Řecko po návratu Venizela do čela vlády a po vstupu Řecka do války na straně Trojdohody. Finanční situace královské rodiny byla navíc nejistá a Konstantin I., pronásledovaný hlubokým pocitem selhání, brzy onemocněl. V roce 1918 se nakazil španělskou chřipkou a byl opět blízko smrti.
Sofie, která se již obávala o zdraví svého manžela, byla zdrcena zákazem styku s druhým synem. Ve skutečnosti byl Alexandr I. v Athénách zcela odříznut od své rodiny a vláda mu formálně znemožnila styk s rodiči. Dokonce i během krátkého pobytu v Paříži v květnu 1920 stráže pečlivě monitorovaly Konstantinovu činnost. Když mu Sofie telefonovala do hotelu, chladně to zvedl muž s prohlášením: „Jeho Veličenstvo se omlouvá, ale nemůže zvednout telefon“.
Po skončení první světové války a podepsání smluv z Neuilly a Sèvres dosáhlo Řecké království významných územních zisků v Thrákii a Malé Asii. Země však zůstávala nestabilní a napětí mezi Venizelem a exilovou královskou rodinou pokračovalo. Rozhodnutí Alexandra I. oženit se raději s Aspasií Manuovou než s evropskou princeznou se nelíbilo jak hlavě vlády, tak královým rodičům. 

### Smrt Alexandra I.

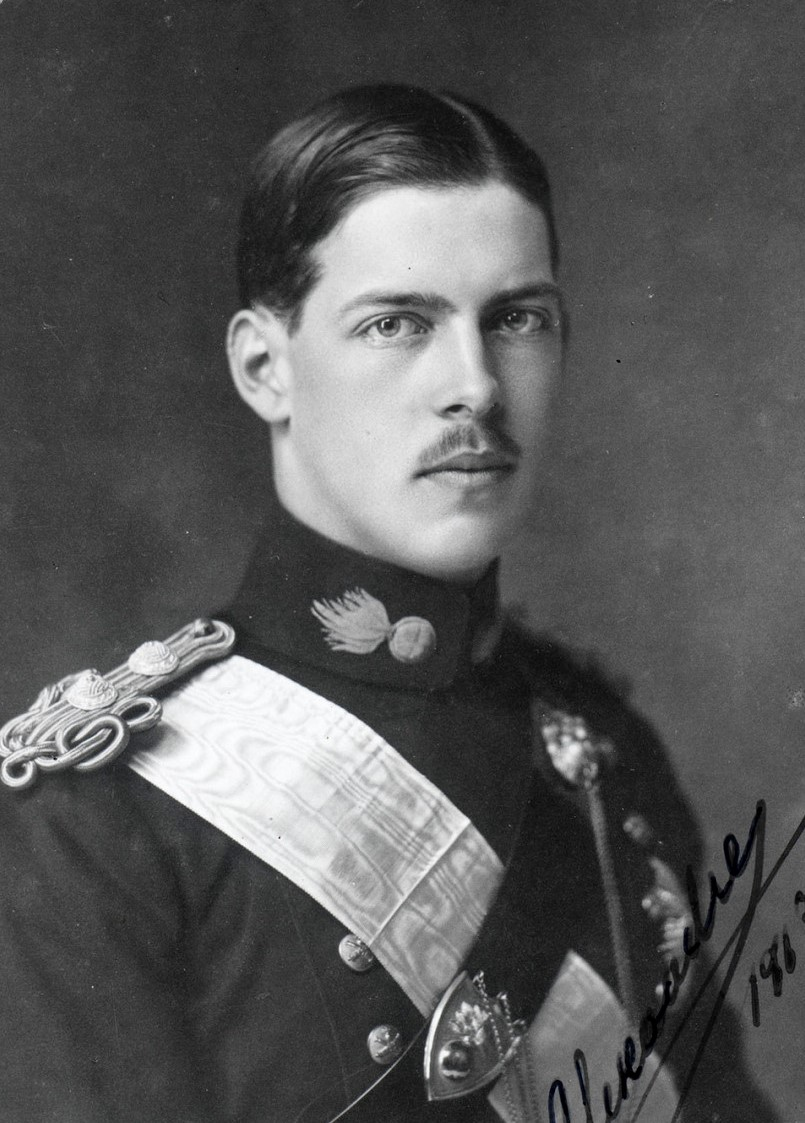
Sofiin syn Alexandr I. Řecký, 1917

2. října 1920 pokousala krále Alexandra I. na procházce na královském panství Tatoi opice. Jeho zranění se rychle infikovala a dostal vysokou horečku a sepsi. Dne 19. října začal blouznit a volal svou matku, aby přišla k jeho lůžku. Řecká vláda však odmítla Sofii povolit návrat do Řecka; obávala se, že loajalisté využijí královniny přítomnosti v Athénách k tomu, aby proti nim zorganizovali akci
Sofie prosila vládu, aby jí umožnila vstup do země, kde se pravděpodobně naposledy setká se svým synem. Vědomá si toho, že přízeň venizelistů stále zachovává pouze její tchyně, nakonec požádala královnu vdovu Olgu, aby se vydala do Athén a postarala se o Alexandra. Po několikadenním vyjednávání Olga získala povolení k návratu do Řecka. Kvůli rozbouřenému moři se však zdržela a dorazila až 12 hodin po smrti svého vnuka, 25. října.
O dva dny později byly ostatky mladého krále pohřbeny v královské kryptě v Tatoi. Vláda opět zakázala exilovému královskému rodu vstup do země a královna vdova byla jediným členem rodiny, který se pohřbu zúčastnil. Ztráta syna a nemožnost jít na jeho pohřeb Sofii hluboce zasáhla. Mnozí pozorovatelé si všimli smutku, který se po této ztrátě neustále objevoval v královnině tváři.
Smrt Alexandra I. způsobila v Athénách vážnou ústavní krizi. Vláda Eleftheriose Venizela, který byl vždy proti návratu Konstantina I. a prince Jiřího do Řecka, nabídla trůn princi Pavlovi, třetímu synovi sesazeného panovníka. Ten však odmítl nastoupit na trůn před svým otcem a starším bratrem, pokud ho referendum neurčí novou hlavou státu.
Situace venizelistů byla nejistá již po potížích, kterým země čelila během řecko-turecké války v letech 1919-1922. Stoupenci krále Konstantina I. proto zažili obnovení popularity a Venizelos byl v parlamentních volbách v listopadu 1920 poražen. Návrat monarchistů k moci vedl k rezignaci venizelistického administrativního personálu a 17. listopadu byl po smrti Alexandra I. jmenován regentem admirál Pavlos Kountouriotis, který se rozhodl rezignovat. Nový premiér Dimitrios Rallis proto 19. prosince 1920 požádal královnu vdovu Olgu, aby se ujala regentství do návratu svého syna. Zhruba měsíc stála v čele řeckého království, ale její role se zhruba omezovala na přípravu návratu Konstantina I.
Mezitím se ve Švýcarsku královská rodina připravovala na svatbu svých dvou dětí s dětmi rumunského krále Ferdinanda I. Několik týdnů před smrtí Alexandra I. se princ Jiří zasnoubil s rumunskou princeznou Alžbětou, zatímco řecká princezna Helena byla od roku 1913 tajně zasnoubena s rumunským korunním princem Karlem. Sofie byla s nadcházející svatbou svého syna spokojená, ale románek své dcery s rumunským korunním princem neschvalovala. Královna, stále zarmoucená Alexandrovou smrtí, nechtěla přijít o další dítě. Sofie neměla důvěru v budoucího Karla II, jehož sňatek a rozvod se Zizi Lambrino ji již dříve šokoval.

## Řecká královna: 2. období
Návrat Konstantina I. a Sofie do Athén 19. prosince 1920 provázely velké projevy radosti. Všude v ulicích byly staženy Venizelovy portréty, které byly nahrazeny portréty královské rodiny. V ulicích hlavního města obklopil královský pár obrovský dav a po návratu do královského paláce se museli opakovaně objevit na balkoně, aby pozdravili lid, který je oslavoval.
Přítomnost panovníků v Řecku však nepřinesla očekávaný mír. Bývalí spojenci totiž králi a královně neodpustili jejich postoj během první světové války a nebyli ochotni jim poskytnout svou podporu. Antipatie velmocí vůči Konstantinovi I. a Sofii se projevily při příležitosti svatby princezny Heleny a rumunského korunního prince Karla, která se konala v Athénách. Velvyslanec Velké Británie a jeho manželka přítomní na svatbě ostře odmítli pozdravit řeckého krále a královnu, zatímco rumunské královně Marii takovou úctu zjevně projevili. Pro Sofii bylo toto odmítnutí těžší snést, protože s představiteli Spojeného království měla před sesazením Konstantina I. vždy dobré vztahy a k zemi své matky nadále chovala láskyplné city.

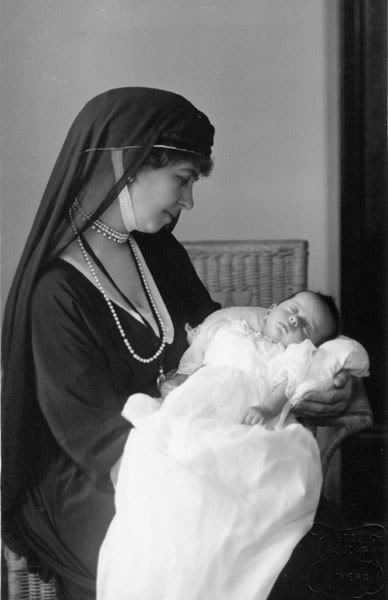
Řecká královna Sofie s nejstarší vnučkou Alexandrou, 1921

Hlavní radost Sofii po návratu do Řecka udělalo narození vnučky Alexandry 25. března 1921. Ačkoli se královna zpočátku stavěla proti Alexandrovu sňatku s Aspasií Manuovou, přivítala jejich dceru s radostí a naléhala na svého manžela i nejstaršího syna, aby vnučce udělili postavení a tituly vyhrazené členům královské rodiny.
Po počátečních úspěších byla situace řecké armády v Malé Asii stále nejistější. Konstantin I. se tam v květnu 1921 rozhodl odcestovat, aby podpořil morálku; nebyl však už tím dynamickým vrchním velitelem, který dovedl svou zemi k vítězství v balkánských válkách v letech 1912-1913. Vážně oslaben nemocí se musel v září vrátit do Řecka, což někteří vnímali jako skutečnou vojenskou dezerci.
Řecko-turecká válka pokračovala až do řecké porážky u Sakarya v srpnu až září 1921 a obléhání a vypálení Smyrny (dnes İzmir) Turky v září 1922. Po těchto událostech se země ponořila do hluboké politické a morální krize. Zatímco Mustafa Kemal a jeho armády postupně znovu dobývaly Malou Asii a východní Thrákii, tisíce Řeků byly zavražděny a další uprchli z Malé Asie, aby našli útočiště v Řecku. Tato situace byla nazvána „velkou katastrofou“, která byla definitivně ukončena o několik měsíců později podpisem Lausannské smlouvy (24. července 1923).
V reakci na vojenskou porážku od Turků se 11. září 1922 (podle juliánského kalendáře, 24. září podle gregoriánského kalendáře používaného ve zbytku světa) vzbouřila část řecké armády pod velením generála Nikolaose Plastirase. Požadovali abdikaci Konstantina I. a rozpuštění řeckého parlamentu. Po poradě se svým přítelem, generálem Ioannem Metaxasem, král o tři dny později, 27. září, abdikoval ve prospěch svého nejstaršího syna, který po něm nastoupil na trůn pod jménem Jiří II.

## Druhé období exilu
Aby si Konstantin I. a Sofie zajistili bezpečí a stabilizovali trůn svého syna, rozhodli se opět pro cestu exilu. Dne 30. října 1922 se sesazený královský pár, princezny Irena a Kateřina a princ Mikuláš s rodinou, opět vydali do přístavu Oropos, aby opustili svou zemi, ale na rozdíl od událostí z roku 1917 je tentokrát před odjezdem do exilu čekalo jen málo stoupenců.
Na palubě řeckého parníku SS Patris dorazila královská rodina na Sicílii a přestěhovala se do vily Hygeia v Palermu. Řecká politická situace byla pro exulanty nadále zdrojem obav. V Athénách totiž v rámci tzv. ,,procesu šesti" došlo k popravě za velezradu bývalých premiérů Petrose Protopapadakise, Nikolaose Stratose a Dimitriose Gounarise a generálů Georgiose Baltatzise, Nikolaose Theotokise a Georgiose Hatzianestise, kteří byli obviněni z odpovědnosti za porážku proti Turecku. Především život prince Ondřeje, bratra Konstantina I., byl v listopadu a prosinci 1922 rovněž ohrožen a teprve zásah zahraničních vlád změnil jeho trest smrti na vyhnanství.
Konstantin I. byl stále více deprimován událostmi, které otřásly Řeckem, a onemocněl arteriosklerózou. Tváří v tvář této situaci se Sofiiny obavy jen prohlubovaly. Královna a její manžel proto učinili rozhodnutí opustit Sicílii a usadili se ve Florencii. Konstantin I. však krátce před jejich odjezdem, 11. ledna 1923, zemřel na krvácení do mozku a Sofie se ocitla v ještě větší izolaci než předtím.
Po smrti svého manžela chtěla Sofie převést jeho ostatky, aby byly pohřbeny v Tatoi, ale řecká vláda to odmítla, přičemž Jiří II. nemohl nic dělat. Situace nového krále byla ve skutečnosti stále nejistější a nakonec sám odešel do exilu v Rumunsku několik měsíců po smrti svého otce, 19. prosince 1923. V Řecku pak byla 25. března 1924 vyhlášena republika a Sofie i ostatní členové královské rodiny byli zbaveni řeckého občanství. Řecká královská rodina si však ponechala své dánské tituly, neboť Jiří I. nastoupil na řecký trůn v roce 1863 a dánský král Kristián IX. jim téměř okamžitě vydal dánské pasy.

## Poslední léta života a smrt
Sofie, nyní královna vdova, opustila jižní Itálii se svými dcerami Irenou a Kateřinou a přestěhovala se do Toskánska, do vily Bobolina ve Fiesole. V letech 1924-1927 se k těmto třem ženám připojily princezny Aspasie a Alexandra, což Sofii velmi potěšilo, protože byla k své vnučce citově vázaná. V roce 1930 přijela ke své matce také princezna Helena poté, co její katastrofální manželství s rumunským králem Karlem II. skončilo rozvodem. Během letních prázdnin měla královna vdova možnost vidět svého vnuka, rumunského prince Michala, když přijel navštívit svou matku.
Obklopena svou rodinou našla Sofie určitou stabilitu, ale protože byla přesvědčena, že Řecko nezůstane republikou navždy, odmítla získat vilu, v níž se usadila. Osvobozena od jakékoli oficiální funkce, měla nyní větší svobodu cestovat. Podnikala časté cesty do Německa, kde se znovu setkala se svou sestrou Markétou, ale také do Velké Británie, poté co získala povolení krále Jiřího V. Královna vdova byla také svědkem několika silných momentů v životě evropské elity. V roce 1929 odjela do nizozemského Doornu na 70. narozeniny svého bratra, bývalého císaře Viléma II., kterého neviděla od roku 1914.
Ve vyšším věku se Sophie stávala stále více nábožensky založenou. Zůstala pravoslavná, ale když měla příležitost, navštěvovala také anglikánské bohoslužby. Královna vdova se také zajímala o protestantskou literaturu, zejména o díla episkopálního pastora Samuela Shoemakera (zejména Religion That Works a Twice Born Ministers) a presbyteriánského reverenda Jamese Reida (In Touch With Christ). Také si úzce dopisovala s anglikánským pastrorem R. W. Colem, s nímž se seznámila v Birchingtonu a strávila s ním dlouhé hodiny na modlitbách.
Sofie byla dlouhá léta nemocná a od roku 1930 se její stav zhoršoval, což ji přimělo k tomu, aby se vydala na léčení do nemocnice ve Frankfurtu. V prosinci se zřejmě uzdravila, plně využila svých sil a během roku 1931 procestovala Velkou Británii, Bavorsko a Benátky. V září se však její stav opět zhoršil a musela se vrátit do Frankfurtu, kde se podrobila operaci. Právě během ní lékaři diagnostikovali pokročilé stadium rakoviny a královně vdově dávali několik týdnů života. Po novoročních oslavách v roce 1932 Sofie postupně přestala jíst a její zdravotní stav se rychle zhoršoval. Nakonec zemřela 13. ledna 1932 v nemocnici obklopena svými dětmi.
Sofiino tělo bylo převezeno na zámek Friedrichshof, kde několik dní odpočívalo, než bylo převezeno do ruského kostela ve Florencii, kde byla pohřbena vedle svého manžela a tchyně. Tam zůstali čtyři roky až do obnovení vlády Jiřího II. na řeckém trůně v roce 1935.
Po svém znovunastoupení na řecký trůn Jiří II. zorganizoval přesun ostatků členů své rodiny, kteří zemřeli v exilu. Byl to významný náboženský obřad, při němž se v listopadu 1936 na šest dní sešli všichni dosud žijící členové královské rodiny. Sofiino tělo bylo pohřbeno na královském pohřebišti v paláci Tatoi, kde odpočívá dodnes.

## Děti
S manželem Konstantinem I. měli šest dětí:
- Jiří II. Řecký (19. července 1890 – 1. dubna 1947), řecký král v letech 1922–1924 a 1935–1947, ⚭ 1921 princezna Alžběta Rumunská (12. října 1894 – 14. listopadu 1956)
- Alexandr I. Řecký (1. srpna 1893 – 25. října 1920), řecký král v letech 1917–1920, ⚭ 1919 Aspasia Manuová (4. září 1896 – 7. srpna 1972)
- Helena Řecká a Dánská (2. května 1896 – 28. listopadu 1982) ⚭ 1921 rumunský korunní princ Karel, budoucí král Karel II. Rumunský (15. října 1893 – 4. dubna 1953)
- Pavel I. Řecký (14. prosince 1901 – 6. března 1964), řecký král v letech 1947–1964, ⚭ 1938 princezna Frederika Hannoverská (18. dubna 1917 – 6. ledna 1981)
- Irena Řecká a Dánská (13. února 1904 – 15. dubna 1974) ⚭ 1939 princ Aimone Savojský, vévoda ze Spoleta (9. března 1900 – 29. ledna 1948)
- Kateřina Řecká a Dánská (4. května 1913 – 2. října 2007) ⚭ 1947 Richard Brandram (5. srpna 1911 – 28. března 1994)

## Vývod z předků
|                      |                                      |  |                                      |                                        |  |  |  |  |  |  |  | Fridrich Vilém II. Pruský |
|                      |                                      |  |                                      |                                        |  |  |  |  |  |  |  |                           |
|                      | Fridrich Vilém III. Pruský           |  |                                      |                                        |  |  |  |  |  |  |  |                           |
|                      |                                      |  |                                      |                                        |  |  |  |  |  |  |  |                           |
|                      |                                      |  |                                      | Frederika Luisa Hesensko-Darmstadtská  |  |  |  |  |  |  |  |                           |
|                      |                                      |  |                                      |                                        |  |  |  |  |  |  |  |                           |
|                      | Vilém I. Pruský                      |  |                                      |                                        |  |  |  |  |  |  |  |                           |
|                      |                                      |  |                                      |                                        |  |  |  |  |  |  |  |                           |
|                      |                                      |  |                                      | Karel II. Meklenbursko-Střelický       |  |  |  |  |  |  |  |                           |
|                      |                                      |  |                                      |                                        |  |  |  |  |  |  |  |                           |
|                      | Luisa Meklenbursko-Střelická         |  |                                      |                                        |  |  |  |  |  |  |  |                           |
|                      |                                      |  |                                      |                                        |  |  |  |  |  |  |  |                           |
|                      |                                      |  |                                      | Frederika Hesensko-Darmstadtská        |  |  |  |  |  |  |  |                           |
|                      |                                      |  |                                      |                                        |  |  |  |  |  |  |  |                           |
|                      | Fridrich III. Pruský                 |  |                                      |                                        |  |  |  |  |  |  |  |                           |
|                      |                                      |  |                                      |                                        |  |  |  |  |  |  |  |                           |
|                      |                                      |  |                                      | Karel August Sasko-Výmarsko-Eisenašský |  |  |  |  |  |  |  |                           |
|                      |                                      |  |                                      |                                        |  |  |  |  |  |  |  |                           |
|                      | Karel Fridrich Sasko-Výmarský        |  |                                      |                                        |  |  |  |  |  |  |  |                           |
|                      |                                      |  |                                      |                                        |  |  |  |  |  |  |  |                           |
|                      |                                      |  |                                      | Luisa Hesensko-Darmstadtská            |  |  |  |  |  |  |  |                           |
|                      |                                      |  |                                      |                                        |  |  |  |  |  |  |  |                           |
|                      | Augusta Sasko-Výmarská               |  |                                      |                                        |  |  |  |  |  |  |  |                           |
|                      |                                      |  |                                      |                                        |  |  |  |  |  |  |  |                           |
|                      |                                      |  |                                      | Pavel I. Ruský                         |  |  |  |  |  |  |  |                           |
|                      |                                      |  |                                      |                                        |  |  |  |  |  |  |  |                           |
|                      | Marie Pavlovna Ruská                 |  |                                      |                                        |  |  |  |  |  |  |  |                           |
|                      |                                      |  |                                      |                                        |  |  |  |  |  |  |  |                           |
|                      |                                      |  |                                      | Žofie Dorotea Württemberská            |  |  |  |  |  |  |  |                           |
|                      |                                      |  |                                      |                                        |  |  |  |  |  |  |  |                           |
| Žofie Dorotea Pruská |                                      |  |                                      |                                        |  |  |  |  |  |  |  |                           |
|                      |                                      |  |                                      |                                        |  |  |  |  |  |  |  |                           |
|                      |                                      |  | František Sasko-Kobursko-Saalfeldský |                                        |  |  |  |  |  |  |  |                           |
|                      |                                      |  |                                      |                                        |  |  |  |  |  |  |  |                           |
|                      | Arnošt I. Sasko-Kobursko-Saalfeldský |  |                                      |                                        |  |  |  |  |  |  |  |                           |
|                      |                                      |  |                                      |                                        |  |  |  |  |  |  |  |                           |
|                      |                                      |  |                                      | Augusta Reussová z Ebersdorfu          |  |  |  |  |  |  |  |                           |
|                      |                                      |  |                                      |                                        |  |  |  |  |  |  |  |                           |
|                      | Albert Sasko-Kobursko-Gothajský      |  |                                      |                                        |  |  |  |  |  |  |  |                           |
|                      |                                      |  |                                      |                                        |  |  |  |  |  |  |  |                           |
|                      |                                      |  |                                      | Augustus Sasko-Gothajsko-Altenburský   |  |  |  |  |  |  |  |                           |
|                      |                                      |  |                                      |                                        |  |  |  |  |  |  |  |                           |
|                      | Luisa Sasko-Gothajsko-Altenburská    |  |                                      |                                        |  |  |  |  |  |  |  |                           |
|                      |                                      |  |                                      |                                        |  |  |  |  |  |  |  |                           |
|                      |                                      |  |                                      | Luisa Šarlota Meklenbursko-Zvěřínská   |  |  |  |  |  |  |  |                           |
|                      |                                      |  |                                      |                                        |  |  |  |  |  |  |  |                           |
|                      | Viktorie Sasko-Koburská              |  |                                      |                                        |  |  |  |  |  |  |  |                           |
|                      |                                      |  |                                      |                                        |  |  |  |  |  |  |  |                           |
|                      |                                      |  |                                      | Jiří III. Britský                      |  |  |  |  |  |  |  |                           |
|                      |                                      |  |                                      |                                        |  |  |  |  |  |  |  |                           |
|                      | Eduard August Hannoverský            |  |                                      |                                        |  |  |  |  |  |  |  |                           |
|                      |                                      |  |                                      |                                        |  |  |  |  |  |  |  |                           |
|                      |                                      |  |                                      | Šarlota Meklenbursko-Střelická         |  |  |  |  |  |  |  |                           |
|                      |                                      |  |                                      |                                        |  |  |  |  |  |  |  |                           |
|                      | Viktorie Britská                     |  |                                      |                                        |  |  |  |  |  |  |  |                           |
|                      |                                      |  |                                      |                                        |  |  |  |  |  |  |  |                           |
|                      |                                      |  |                                      | František Sasko-Kobursko-Saalfeldský   |  |  |  |  |  |  |  |                           |
|                      |                                      |  |                                      |                                        |  |  |  |  |  |  |  |                           |
|                      | Viktorie Sasko-Kobursko-Saalfeldská  |  |                                      |                                        |  |  |  |  |  |  |  |                           |
|                      |                                      |  |                                      |                                        |  |  |  |  |  |  |  |                           |
|                      |                                      |  |                                      | Augusta Reussová z Ebersdorfu          |  |  |  |  |  |  |  |                           |
|                      |                                      |  |                                      |                                        |  |  |  |  |  |  |  |                           |